# Helmut Gabel
Helmut Gabel (* 1953 in Nettetal-Hinsbeck) ist ein deutscher Historiker und Wirtschaftsarchivar.

## Leben und Wirken
Helmut Gabel studierte seit 1975 Geschichte, Anglistik und Pädagogik an der Ruhr-Universität Bochum. Nach dem Ersten Staatsexamen war er ab 1982 als Wissenschaftlicher Mitarbeiter bei Winfried Schulze am Bochumer Lehrstuhl Neuere Geschichte I tätig. Nach Promotion und archivfachlicher Zusatzausbildung (1991/92) war er von 1993 bis 2000 wissenschaftlicher Mitarbeiter und Lehrbeauftragter am Zentrum für Niederlande-Studien der Universität Münster. Dort forschte und publizierte er unter anderem zu den politisch-diplomatischen Beziehungen zwischen dem Heiligen Römischen Reich und der niederländischen Republik (1648–1748) und zur Toleranz im deutsch-niederländischen Vergleich.
Im Rahmen eines Forschungsaufenthalts war Gabel 1999 als Visitor am Netherlands Institute for Advanced Study in the Humanities and Social Sciences (NIAS) in Wassenaar tätig. Von 2001 bis zum Eintritt in den Ruhestand im August 2017 arbeitete er bei der Kreissparkasse Köln, wo er das Unternehmensarchiv aufbaute und betreute sowie verschiedene strategische Projekte begleitete.

## Forschungsschwerpunkte
Gabels Forschungs- und Publikationsschwerpunkte umfassen die rechtliche und politische Kultur des Alten Reiches und seiner Territorien, bäuerlichen Widerstand, zwischenstaatliche Beziehungen in der Frühen Neuzeit sowie die Geschichte der Niederlande und der deutsch-niederländischen Beziehungen. Darüber hinaus beschäftigt er sich mit der neueren Historiographiegeschichte sowie der Geschichte der Kreditwirtschaft.

## Schriften (Auswahl)
- Stadt, Land, Fluss. Geschichten aus dem Rheinland. Ein Buch zum 100-jährigen Bestehen des Zweckverbands für die Kreissparkasse Köln. Greven Verlag, Köln 2023, ISBN 978-3-7743-0953-1.
- Grenzüberschreitungen. Mein Weg zur Geschichtswissenschaft. Erinnerungen und Erfahrungen. Horst Lademacher im Gespräch mit Burkhard Dietz und Helmut Gabel. Waxmann, Münster 2012, ISBN 978-3-8309-2630-6.
- mit Winfried Schulze (Hrsg.): Ständische Gesellschaft und Soziale Mobilität (= Schriften des Historischen Kollegs. Bd. 12). De Gruyter Oldenbourg, Berlin 2009, ISBN 978-3-486-59553-6.
- mit Burkhard Dietz und Ulrich Tiedau (Hrsg.): Griff nach dem Westen. Die „Westforschung“ der völkisch-nationalen Wissenschaften zum nordwesteuropäischen Raum (1919–1960). 2 Bde., Waxmann, Münster 2003, ISBN 3-8309-1144-0.
- mit Volker Jarren: Kaufleute und Fürsten. Außenpolitik und politisch-kulturelle Perzeption im Spiegel niederländisch-deutscher Beziehungen 1648–1748 (= Niederlande-Studien. Bd. 18). Waxmann, Münster 1998, ISBN 3-89325-655-5.
- Widerstand und Kooperation. Studien zur politischen Kultur rheinischer und maasländischer Kleinterritorien (1648–1794) (= Frühneuzeit-Forschungen. Bd. 2). Bibliotheca-Academica-Verlag, Tübingen 1995 (Zugl.: Bochum, Univ., Diss., 1992), ISBN 978-3-928471-11-4.